# The Peel Sessions (альбом The Cure)
The Peel Sessions — міні-альбом рок-гурту The Cure, випущений на лейблі Strange Fruit Records в жовтні 1988 року. Альбом містить сесії гурту для шоу Джона Піла на BBC Radio 1 4 грудня 1978 року. Шоу транслювалося 11 грудня 1978 року.

## Список композицій
Автор музики і слів Роберт Сміт, Лоуренс Толхерст і Майкл Демпсі. 
| #  | Назва                  | Тривалість |
| -- | ---------------------- | ---------- |
| 1. | «Killing an Arab»      | 2:31       |
| 2. | «10:15 Saturday Night» | 3:48       |
| 3. | «Fire in Cairo»        | 3:20       |
| 4. | «Boys Don't Cry»       | 2:47       |